# (1173) Anchises
(1173) Anchises ist ein Asteroid aus der Gruppe der Jupiter-Trojaner. Man bezeichnet damit Asteroiden, die auf den Lagrange-Punkten auf der Bahn des Jupiter um die Sonne laufen.
Der Asteroid wurde am 17. Oktober 1930 von Karl Wilhelm Reinmuth in Heidelberg entdeckt. Benannt wurde er nach dem Trojaner Anchises, dem Vater des Aeneas.